# Meike Kröger
Pour les articles homonymes, voir Kröger.
Meike Kröger (née le 21 juillet 1986 à Berlin) est une athlète allemande, spécialiste du saut en hauteur.

## Carrière
Elle a franchi une barre à 1,93 m à Ulm le 4 juillet 2009 et s'est ainsi qualifiée pour les Mondiaux de Berlin, où elle a pris la 11e place.

## Palmarès
| Date | Compétition                    | Lieu   | Résultat | Marque |
| ---- | ------------------------------ | ------ | -------- | ------ |
| 2009 | Championnats d'Europe en salle | Turin  | finale   | DNS    |
| 2009 | Championnats du monde          | Berlin | 9e       | 1,87 m |
| 2010 | Championnats du monde en salle | Doha   | qual.    | 1,85 m |

## Records
- En plein air : 1,93 m à Ulm, le 4 juillet 2009.
- En salle : 2,00 m à Karlsruhe, le 28 février 2010.